# 49e régiment de marche
Pour les articles homonymes, voir 49e régiment.
Le 49e régiment d'infanterie de marche (ou 49e régiment de marche) est un régiment d'infanterie français, qui a participé à la guerre franco-allemande de 1870.

## Création et différentes dénominations
- 6 novembre 1870 : formation du 49e régiment d'infanterie de marche
- 9 août 1871 : fusion dans le 49e régiment d'infanterie de ligne

## Chefs de corps
Le régiment est commandé par le lieutenant-colonel Gueytat.

## Historique
Le régiment est formé le 6 novembre 1870 à Auxonne, à deux bataillons (sept compagnies). Il amalgame les 2e, 3e et 4e compagnies de dépôt du 69e régiment d'infanterie de ligne et les 2e, 3e, 4e et 5e compagnies de dépôt du 70e régiment d'infanterie de ligne. Destinées à rejoindre le régiment à Dijon, les 1re, 2e, 3e et 5e compagnies de dépôt du 90e régiment d'infanterie de ligne combattent dans la capitale bourguignonne et sont séparés du reste du 49e de marche. Elles rejoignent ensuite les 55e et 60e de marche.
Le 49e de marche est affecté au 18e corps d'armée (armée de l'Est) sans être endivisionné. Combattant avec l'armée de l'Est, le 49e de marche est notamment chargé de la défense de l'artillerie du corps,,,,.
Le régiment est interné en Suisse le 1er février 1871.
Il fusionne le 9 août 1871 dans le 49e régiment d'infanterie de ligne.